# 高湖
高湖（？—？），字大淵，渤海郡蓨縣（今河北景縣）人，南北朝時期後燕和北魏官員，官至寧西將軍、涼州鎮都大將。他也是北齐開國君主文宣帝高洋的高祖父。

## 生平
高湖的祖父高慶及父親高泰分別在後燕擔任司空及吏部尚書，而高湖年輕時就因為機智而才思敏捷、有器度的特質與兄長高轁知名於當時，並獲得崔逞的敬重。高湖在後燕歷任顯要職位，而在建興十年（395年）後燕出兵進攻北魏的參合陂之戰前夕，高湖向慕容垂說：「魏燕兩國是友邦，他們有內亂，我們派兵支援他們；我們有需要，他們也沒有背棄。兩國和好多年，往來不絕。早前因為向拓跋珪求馬不果而留下他的弟弟，不對的是我們而非他們。此時本應該修補兩國關係，安定國家，但今天卻要派太子率兵遠征。而且魏主拓跋珪雄武有謀略，他們的兵馬都精銳強盛，受盡艱險苦困。而太子年輕，心高氣銳，輕敵好勝，難以獨力統軍。此行兵凶戰危，希望再加考慮。」慕容垂卻遭言辭懇切的高湖觸怒，將他免了官。參合陂之戰以燕軍大敗告終，慕容垂在翌年（396年）親征北魏嘗試扭轉形勢，但在途中去世。太子慕容寶繼位後，再起用高湖為征虜將軍、燕郡太守。永康二年（397年），慕容寶放棄燕都中山（今河北定州市）而逃還前燕故都龍城（今遼寧朝陽市），但期間其宗室間仍有內亂，高湖見國家衰敗如此，就領三千戶投降北魏。
高湖降魏後獲賜東阿侯爵位，加右將軍，總管代東諸部。太武帝在位時任寧西將軍、涼州鎮都大將，出鎮姑臧（今甘肅武威市），並在當地施行德政。到他七十歲時去世，獲贈鎮西將軍、秦州刺史，諡曰敬。

## 家庭

### 夫人
- 辽东慕容氏，后燕司徒公、乐良王慕容度之女[2]

### 子
- 高真，長子，官至安定太守，有治績。有孫高歸彥，曾孫高永樂、高普
- 高各抜，次子，廣昌鎮將，死後贈燕州刺史。有子高盛，孫高顯國
- 高謐，三子，官至治書御史，掌攝內外，並以無所畏懼地糾劾官員不法行為而獲稱許。有子高樹生，即北齊神武帝高歡之父。
- 高稚，字幼寧，薄骨律鎮將、營州刺史。有曾孫高思宗

## 延伸阅读
[在维基数据编辑]
 《魏書·卷32》，出自魏收《魏书》